# Коміньяго
Коміньяго, Коміньяґо (італ. Comignago, п'єм. Cumgnagh) — муніципалітет в Італії, у регіоні П'ємонт,  провінція Новара.
Коміньяго розташоване на відстані близько 530 км на північний захід від Рима, 100 км на північний схід від Турина, 30 км на північ від Новари.
Населення — 1228 осіб (2014).
Щорічний фестиваль відбувається 24 червня. Покровитель — святий Іван Хреститель.

## Демографія
Населення за роками:

Станом на 1 січня 2023 року в муніципалітеті офіційно проживали 93 іноземці з 22 країн, серед них 19 громадян країн Євросоюзу та 9 громадян України.

## Сусідні муніципалітети
- Арона
- Борго-Тічино
- Кастеллетто-сопра-Тічино
- Дормеллетто
- Гаттіко
- Оледжо-Кастелло
- Веруно